# Les Essarts (Vendée)
Les Essarts és un municipi francès situat al departament de Vendée i a la regió de País del Loira. L'any 2007 tenia 4.813 habitants.

## Demografia

### Població
El 2007 la població de fet de Les Essarts era de 4.813 persones. Hi havia 1.876 famílies de les quals 476 eren unipersonals (240 homes vivint sols i 236 dones vivint soles), 605 parelles sense fills, 689 parelles amb fills i 106 famílies monoparentals amb fills.
La població ha evolucionat segons el següent gràfic:
Habitants censats

### Habitatges
El 2007 hi havia 2.005 habitatges, 1.894 eren l'habitatge principal de la família, 22 eren segones residències i 89 estaven desocupats. 1.795 eren cases i 198 eren apartaments. Dels 1.894 habitatges principals, 1.309 estaven ocupats pels seus propietaris, 531 estaven llogats i ocupats pels llogaters i 54 estaven cedits a títol gratuït; 28 tenien una cambra, 90 en tenien dues, 280 en tenien tres, 544 en tenien quatre i 951 en tenien cinc o més. 1.545 habitatges disposaven pel capbaix d'una plaça de pàrquing. A 792 habitatges hi havia un automòbil i a 956 n'hi havia dos o més.

### Piràmide de població
La piràmide de població per edats i sexe el 2009 era:
| Homes | Edats   | Dones |
| ----- | ------- | ----- |
| 0     | 95 o +  | 12    |
| 0     | 90 a 94 | 28    |
| 20    | 85 a 89 | 52    |
| 12    | 80 a 84 | 20    |
| 48    | 75 a 79 | 80    |
| 100   | 70 a 74 | 84    |
| 104   | 65 a 69 | 104   |
| 72    | 60 a 64 | 68    |
| 92    | 55 a 59 | 80    |
| 140   | 50 a 54 | 112   |
| 136   | 45 a 49 | 152   |
| 172   | 40 a 44 | 192   |
| 184   | 35 a 39 | 148   |
| 184   | 30 a 34 | 168   |
| 124   | 25 a 29 | 144   |
| 124   | 20 a 24 | 104   |
| 208   | 15 a 19 | 136   |
| 144   | 10 a 14 | 160   |
| 152   | 5 a 9   | 108   |
| 112   | 0 a 4   | 104   |

## Economia
El 2007 la població en edat de treballar era de 3.151 persones, 2.523 eren actives i 628 eren inactives. De les 2.523 persones actives 2.390 estaven ocupades (1.326 homes i 1.064 dones) i 133 estaven aturades (35 homes i 98 dones). De les 628 persones inactives 221 estaven jubilades, 211 estaven estudiant i 196 estaven classificades com a «altres inactius».

### Ingressos
El 2009 a Les Essarts hi havia 1.937 unitats fiscals que integraven 4.980,5 persones, la mediana anual d'ingressos fiscals per persona era de 16.819 €.

### Activitats econòmiques
Dels 261 establiments que hi havia el 2007, 2 eren d'empreses extractives, 6 d'empreses alimentàries, 3 d'empreses de fabricació de material elèctric, 1 d'una empresa de fabricació d'elements pel transport, 17 d'empreses de fabricació d'altres productes industrials, 29 d'empreses de construcció, 50 d'empreses de comerç i reparació d'automòbils, 22 d'empreses de transport, 15 d'empreses d'hostatgeria i restauració, 3 d'empreses d'informació i comunicació, 23 d'empreses financeres, 14 d'empreses immobiliàries, 27 d'empreses de serveis, 30 d'entitats de l'administració pública i 19 d'empreses classificades com a «altres activitats de serveis».
Dels 71 establiments de servei als particulars que hi havia el 2009, 1 era una oficina d'administració d'Hisenda pública, 1 gendarmeria, 1 oficina de correu, 6 oficines bancàries, 1 funerària, 10 tallers de reparació d'automòbils i de material agrícola, 1 taller d'inspecció tècnica de vehicles, 2 autoescoles, 6 paletes, 5 guixaires pintors, 8 fusteries, 4 lampisteries, 2 electricistes, 7 perruqueries, 2 veterinaris, 1 agència de treball temporal, 6 restaurants, 4 agències immobiliàries, 1 tintoreria i 2 salons de bellesa.
Dels 15 establiments comercials que hi havia el 2009, 1 era un hipermercat, 1 un supermercat, 1 una gran superfície de material de bricolatge, 1 una botiga de menys de 120 m², 3 fleques, 1 una carnisseria, 1 una botiga de congelats, 1 una llibreria, 1 una botiga de roba, 1 una sabateria, 1 una botiga d'electrodomèstics, 1 un drogueria i 1 una floristeria.
L'any 2000 a Les Essarts hi havia 109 explotacions agrícoles que ocupaven un total de 4.712 hectàrees.

## Equipaments sanitaris i escolars
El 2009 hi havia 1 hospital de tractaments de mitja durada (seguiment i rehabilitació), 2 farmàcies i 1 ambulància.
El 2009 hi havia 1 escola maternal i 2 escoles elementals. Les Essarts disposava d'un col·legi d'educació secundària amb 529 alumnes.

## Poblacions més properes
El següent diagrama mostra les poblacions més properes.